# Redaki
Redaki (niem. Charlottenwerder) – wieś w Polsce, położona w województwie warmińsko-mazurskim, w powiecie iławskim, w gminie Susz, przy trasie linii kolejowej Iława – Malbork (stacja kolejowa Redaki).
12 listopada 1946 r. nadano miejscowości polską nazwę Redaki w miejsce niemieckiej Charlottenwerder.

## Historia
W 1933 r. w miejscowości mieszkały 242 osoby, a w 1939 r. – 264 osoby.
W 2006 r. w Redakach mieszkało 240 osób.
W latach 1954-1972 wieś była siedzibą gromady Redaki. W latach 1975–1998 miejscowość należała administracyjnie do województwa elbląskiego.